# Brachionidium calypso
Brachionidium calypso är en orkidéart som beskrevs av Carlyle August Luer. Brachionidium calypso ingår i släktet Brachionidium och familjen orkidéer.
Artens utbredningsområde är Panamá. Inga underarter finns listade i Catalogue of Life.